# Фиакаифону, Назарио
Назарио Фиакаифону (англ. Nazario Fiakaifonu; род. 27 марта 1988, Порт-Вила) — вануатский дзюдоист, представитель тяжёлой весовой категории. Выступает за сборную Вануату по дзюдо начиная с 2011 года, участник летних Олимпийских игр в Лондоне и чемпионата мира в Париже.

## Биография
Назарио Фиакаифону родился 27 марта 1988 года в городе Порт-Вила, Вануату. Проходил подготовку в местном одноимённом дзюдоистском клубе «Порт-Вила».
В 2011 году вошёл в основной состав национальной сборной Вануату и выступил на чемпионате мира в Париже, где уже в стартовом поединке тяжёлой весовой категории был побеждён немцем Робертом Циммерманом. Также побывал на этапе Кубка мира в Самоа, где в 1/8 финала его победил австралиец Джейк Эндрюарта. За счёт этих выступлений Фиакаифону набрал достаточное количество очков для попадания в рейтинг Международной федерации дзюдо.
В 2012 году дошёл до четвертьфинала на чемпионате Океании в Австралии и благодаря череде удачных выступлений удостоился права защищать честь страны на летних Олимпийских играх в Лондоне — в первом поединке категории свыше 100 кг в 1/16 финала потерпел поражение от литовца Мариуса Пашкевичюса и сразу же выбыл из борьбы за медали. На церемонии закрытия Игр ему доверили право нести знамя своей страны.
После лондонской Олимпиады Фиакаифону остался в основном составе дзюдоистской команды Вануату и продолжил принимать участие в крупнейших международных турнирах. Так, в 2015 году он боролся на этапе Кубка мира в Вуллонгонге, где в 1/8 финала тяжёлого веса проиграл эстонцу Юхану Меттису. Должен был также выступить на Играх Содружества в Глазго, но по неизвестной причине так и не вышел здесь на ковёр.
В 2017 году Назарио Фиакаифону одержал победу на домашнем Открытом чемпионате Океании в Порт-Вила, победив всех своих соперников в тяжёлом весе.
Его сестра Амата Фиакаифону тоже является дзюдоисткой и так же выступает на международном уровне.